# Xingou (ort i Kina, Hubei Sheng, lat 30,70, long 113,94)
Xingou (kinesiska: 新沟, 新沟镇) är en ort i Kina. Den ligger i provinsen Hubei, i den centrala delen av landet, omkring 35 kilometer väster om provinshuvudstaden Wuhan. Antalet invånare är 72 679. Befolkningen består av 35 065 kvinnor och 37 614 män. Barn under 15 år utgör 15,0 %, vuxna 15-64 år 74 %, och äldre över 65 år 10,0 %.
Runt Xingou är det mycket tätbefolkat, med 1 095 invånare per kvadratkilometer. Närmaste större samhälle är Xiannüshan, 12,6 km sydväst om Xingou. Trakten runt Xingou består till största delen av jordbruksmark.
Genomsnittlig årsnederbörd är 1 441 millimeter. Den regnigaste månaden är juli, med i genomsnitt 203 mm nederbörd, och den torraste är december, med 19 mm nederbörd.